# Elecciones federales de México de 1917
Las elecciones federales de México de 1917 se llevaron a cabo el día 11 de marzo de 1917 para nombrar a los miembros del nuevo Congreso y al presidente de México, tras la promulgación de la Constitución de 1917. Fue la primera elección en México en que se usa el sufragio directo:
- Presidente de la República. Jefe de Estado y de Gobierno de México, electo para terminar el cuatrienio de 1916 a 1920. El candidato ganador fue Venustiano Carranza, quien hasta este momento fungía como Primer Jefe del Ejército Constitucionalista encargado del Poder Ejecutivo desde 1914. Carranza sería asesinado antes de terminar su mandato en 1920.[2]

## Resultados electorales
|  | 97.18 % |

|  | 1.41 % |

|  | 0.92 % |

|  | 0.49 % |

|  | 100.0 % |